# Fiesta Nacional del Durazno
La Fiesta Nacional del Durazno se celebra cada año en el mes de diciembre en la ciudad de Mercedes, provincia de Buenos Aires en homenaje al fruto del durazno y a los fruticultores de la zona. Tiene una duración de tres días. Antes de comenzar las actividades se lleva a cabo la recepción de autoridades, la entonación del himno nacional y la bendición de los frutos; luego se llevan a cabo espectáculos culturales, musicales y artísticos. La fiesta concluye con la elección de la Reina de la Fiesta Nacional del Durazno y su corte de Princesas.
En sus últimas ediciones, el evento ha convocado a artistas y bandas tales como Luciano Pereyra, Soledad Pastorutti, Memphis la Blusera, Marcela Morelo, Sergio Denis, Los Auténticos Decadentes, Valeria Lynch, Leo Mattioli, Kapanga, Javier Calamaro, La Mosca Tsé-Tsé, La Vela Puerca, Estelares, Agapornis, Los Gardelitos, Margarita Ni a Palos, Belladona, Otra Vez Vos, Alfredo Casero, Jean Carlos y Raúl Porchetto, entre otros conjuntos representativos de embajadas o entidades porteñas.

## Historia
La idea de organizar en Mercedes la Fiesta del Durazno surge en el año 1966, año en que el Intendente de Mercedes era Juan Carlos Uncal Donnelly; éste vio la posibilidad de poder honrar a los hombres que en las quintas de Mercedes produjeran tan exquisita y copiosa cantidad de duraznos y a la vez promocionar su producción y calidad.
Así es como de común acuerdo con el Dr. Luis Bereterbide convocaron a un grupo de fruticultores y se les propuso la iniciativa de la fiesta anual.
En 1967 se forma la Asociación de Fruticultores de Mercedes. En el mes de enero de ese año se realizó la primera Fiesta que tuvo rasgos modestos, centrado en la Exposición de los Frutos, con concurso a la mejor producción y la elección de la Reina del Durazno; todo esto sucedió en instalaciones de una Bodega, ubicada por entonces en calles 17 y 2.
En años sucesivos se fue cambiando de escenario para la realización de la exposición; donde tuvo gran suceso fue en el local de finco Automotores, de calles 29 y 18. Al contar con el apoyo del INTA y de la Estación Experimental de Gowland, hizo posible que cada año se concretaran reuniones técnicas ofrecidas por expertos para procurar la mejora de la producción, tanto en su variedad como sanidad; reuniones que tuvieron el marco de la Estación de Gowland.
Esta fiesta tuvo dos etapas a lo largo de su historia; la primera asumida por la Asociación de Fruticultores y la Municipalidad, que fue del año 1967 a 1979, posteriormente se produce un impasse de once años y por iniciativa de Juan Carlos Benítez, por entonces Secretario Privado del Intendente Municipal, Dr. Julio César Gioscio, se reflota la idea de la realización de esta fiesta anual, arrancando a partir de 1991 la segunda etapa. En diciembre del año 2003, ya con la administración del intendente Carlos Selva, pasa a realizarse en el predio del ex Instituto Martín Rodríguez.